# Camphin-en-Carembault
Camphin-en-Carembault ist eine französische Gemeinde mit 1725 Einwohnern (Stand: 1. Januar 2022) im Département Nord in der Region Hauts-de-France. Sie gehört zum Arrondissement Lille und zum Kanton Annœullin. Die Einwohner heißen Camphinois(es). 

## Geografie
Camphin-en-Carembault liegt an der Grenze zum Département Pas-de-Calais in der Landschaft Carembault, etwa zwölf Kilometer südlich von Lille. Umgeben wird Camphin-en-Carembault von den Nachbargemeinden Chemy im Norden, Phalempin im Osten, Libercourt im Süden, Carvin im Südwesten sowie Carnin im Westen. Durch das Gemeindegebiet führen die Hochgeschwindigkeits-Bahnlinie LGV Nord und die Autobahn A1.

## Bevölkerungsentwicklung
| Jahr                       | 1962 | 1968 | 1975 | 1982 | 1990 | 1999 | 2006 | 2012 | 2020 |
| Einwohner                  | 1214 | 1254 | 1258 | 1442 | 1547 | 1539 | 1587 | 1600 | 1702 |
| Quellen: Cassini und INSEE |      |      |      |      |      |      |      |      |      |

## Sehenswürdigkeiten

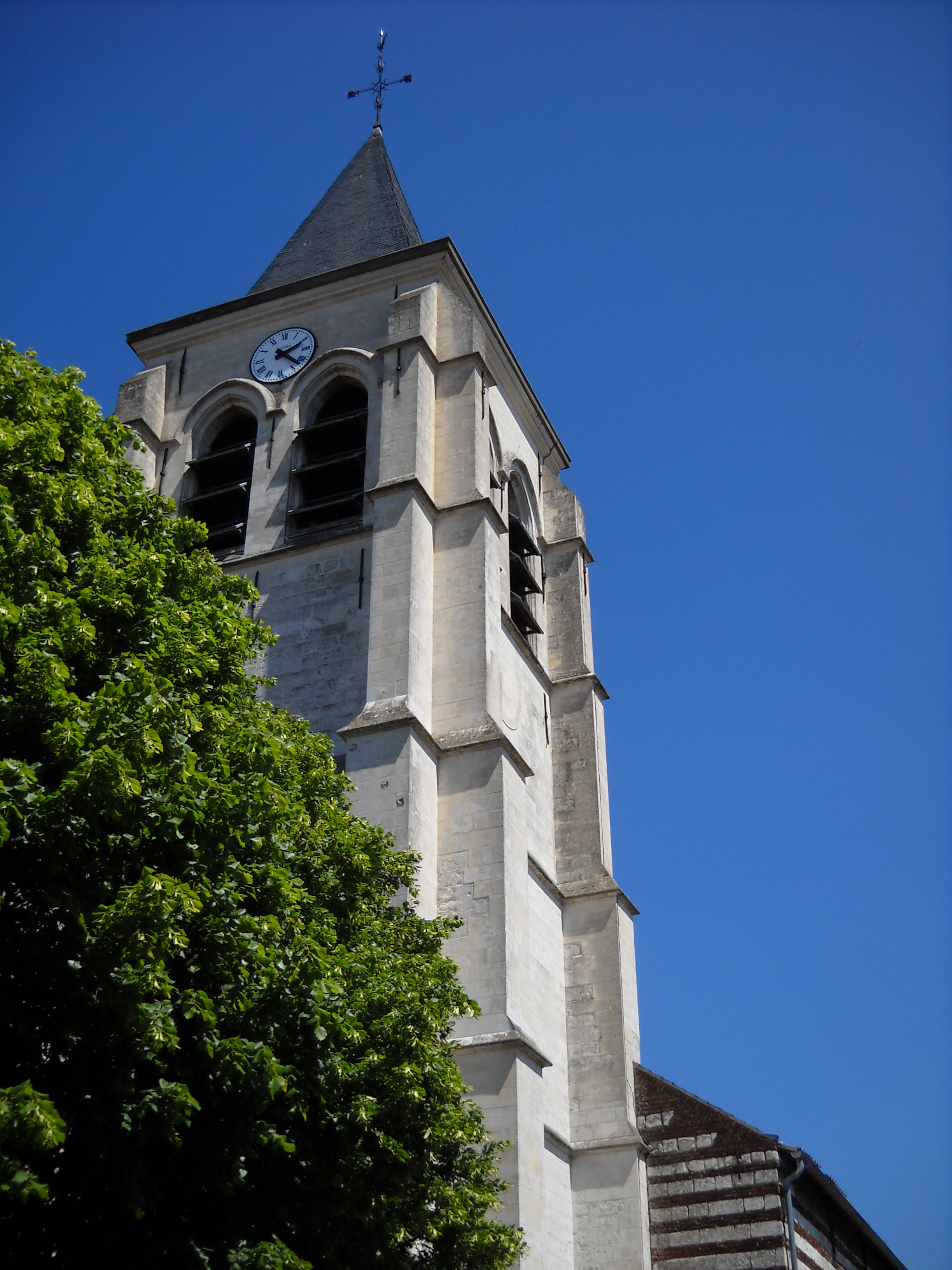
Kirche Saint-Médard

- Kirche Saint-Médard